# جداسازی ارتعاش
فرایند جداسازی یک جسم، مانند یک قطعه از تجهیزات، از منبع ارتعاش را جداسازی ارتعاش می‌گویند.
ارتعاشات از طریق امواج مکانیکی منتشر می‌شوند و پیوندهای مکانیکی ایجاد شده در امواج مکانیکی شدت ارتعاشات را بالا می‌برند.
لرزه‌گیری ماشین آلات، تاسیسات و سازه‌ها برای جلوگیری از انتقال لرزش و صدا به یکی از مراحل مهم مهندسی سازه و مهم‌ترین دغدغه‌های تأسیسات تبدیل شده‌است از این رو مهندسین و مشاوران فنی همواره در پی روش‌هایی برای جلوگیری از انتقال ارتعاش به چنین سیستم‌هایی هستند و از مهم‌ترین دستاوردهای حاضر می‌توان به انواع مختلف لرزه گیرها اشاره نمود.
به صورت کلی جداسازی ارتعاش به دو صورت فعال و غیرفعال صورت می‌گیرد: جداسازی ارتعاش غیرفعال از مواد و پیوندهای مکانیکی جهت جذب امواج مکانیکی استفاده می‌کند و جداسازی ارتعاش فعال شامل حسگرها و محرک‌هایی است که تداخل مخرب ایجاد می‌کنند و ارتعاش ورودی را خنثی می‌کنند.

## جداسازی ارتعاش غیرفعال
در «جداسازی ارتعاش غیرفعال» جداسازی ارتعاش یا کاهش ارتعاشات توسط تکنیک‌های غیرفعال مانند لنت‌های لاستیکی یا فنرهای مکانیکی انجام می‌پذیرد، در مقابل «جداسازی ارتعاش فعال» یا «لغو نیروی الکترونیکی» با استفاده از نیروی الکتریکی، حسگرها، محرک‌ها و سیستم‌های کنترل انجام می‌شود.
جداسازی ارتعاش غیرفعال کاربرد گسترده و مختلفی دارد که از جمله آن‌ها می‌توان به جداسازی ارتعاش در تجهیزات صنعتی مانند پمپ‌ها، موتورها، سیستم‌های HVAC یا ماشین‌های لباسشویی، جداسازی ارتعاش سازه‌های مهندسی عمران در برابر زلزله (ایزوله پایه)، تجهیزات آزمایشگاهی حساس، مجسمه‌های با ارزش و صوتی پیشرفته اشاره کرد.
درک نحوه عملکرد جداسازی غیرفعال، انواع رایج جداکننده‌های غیرفعال، و عوامل اصلی مؤثر بر انتخاب جداسازهای غیرفعال:

### رایج‌ترین سیستم‌های جداسازی غیرفعال

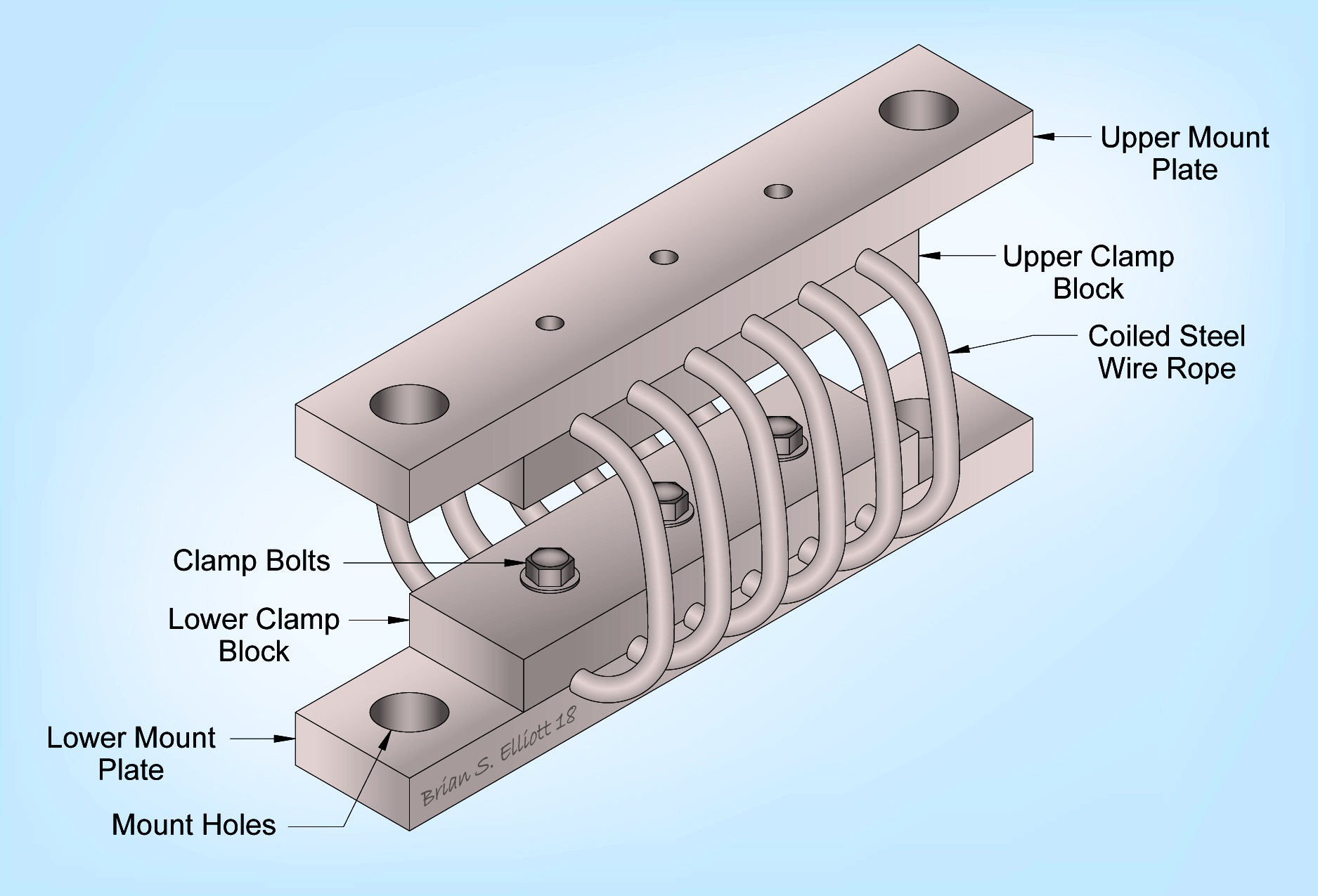
پایه کابل سیم پیچی

لرزه گیرهای پنوماتیک یا هوا
عایق‌های پنوماتیک یا هوا مانند قوطی هوای فشرده هستند که یک منبع هوای فشرده برای نگهداری آنها مورد نیاز است. جنس آنها به صورت لاستیکی است که در کامیون‌های بزرگ مورد استفاده قرار می‌گیرند و باعث میرایی و ایزوله می‌شوند. برخی از لرزه گیرهای پنوماتیکی می‌توانند فرکانس‌های رزونانس پایینی داشته باشند و برای جداسازی تجهیزات صنعتی بزرگ استفاده شوند. میزهای هوا شامل یک سطح کار یا سطح نوری است که روی پایه‌های هوا نصب شده‌است. سیستم‌های هوا ممکن است در شرایط خلاء نشت کنند. محفظه هوا می‌تواند با جداسازی ارتعاش با دامنه کم تداخل ایجاد کند.
لرزه گیرهای فنرهای مکانیکی و فنرهای دمپر
این نوع لرزه گیرها توانایی تحمل وزن سنگین را دارند و بیشتر برای سیستم‌های ساختمانی و صنعت مورد استفاده قرار می‌گیرند. گاهی آنها به عنوان پایه برای یک بلوک بتنی عمل می‌کنند که در این صورت محافظت بیشتری در برابر ارتعاش را فراهم خواهند کرد.
پدها یا ورقه‌های انعطاف‌پذیر مانند الاستومرها، لاستیک، چوب پنبه، فوم متراکم و مواد لمینت.
پدهای الاستومری، فوم‌های سلول بسته متراکم و مواد لمینت اغلب در ماشین‌های سنگین، زیر وسایل خانگی معمولی، در وسایل نقلیه و حتی در سیستم‌های صوتی با عملکرد بالاتر استفاده می‌شوند.
جدا کننده‌ها و پایه‌های لاستیکی و الاستومری قالب‌گیری و چسبانده شده
اینها اغلب به عنوان پایه ماشین آلات (مانند موتورها) یا در وسایل نقلیه استفاده می‌شوند. آنها شوک را جذب می‌کنند و مقداری ارتعاش را کاهش می‌دهند.
جداسازهای سختی منفی
جداسازهای سختی منفی کمتر از انواع دیگر رایج هستند و عموماً برای کاربردهای تحقیقاتی سطح بالا مانند تشخیص امواج گرانشی ساخته شده‌اند. لی، گووردوفسکی و تمنیکوف (۲۰۰۷) یک سیستم سختی منفی برای جداسازی صندلی‌های خودرو پیشنهاد کردند.